# SV Brandenburg 01 Dresden
SV Brandenburg 01 Dresden was een Duitse voetbalclub uit Dresden. 

## Geschiedenis
De club werd in 1901 opgericht als FC Bayern Dresden. Twee jaar later werd de naam in FC Brandenburg Dresden gewijzigd. Bij de club speelden voornamelijk gastarbeiders uit Pruisen. In 1920 fusioneerde de club met FC Meteor Dresden en nam de naam SV Brandenburg 01 Dresden aan.
Op sportief vlak kon de club enkel in 1924 op het voorplan treden toen de club kampioen werd van Oost-Saksen en zich plaatste voor de Midden-Duitse eindronde. De club bereikte de kwartfinale tegen Wacker Halle, die met 3-6 verloren werd. De volgende jaren speelde de club in lagere reeksen. In 1930 bereikte de club wel nog de kwartfinale van de Midden-Duitse beker en verloor daar met 2-3 van Wacker Leipzig. In 1933 fuseerde de club met Ring-Greiling Dresden tot Dresdner Sportfreunde 01.

## Erelijst
Kampioen Oost-Saksen:
1923/24